# Ofensiva de Pokrovsk
L'ofensiva de Pokrovsk és una operació militar en curs a la guerra russo-ucraïnesa per part de les Forces Armades russes amb l'objectiu principal de capturar l'estratègica ciutat de Pokrovsk a l'Óblast de Donetsk.

## Antecedents
Després de l'èxit rus a la batalla d'Avdíivka, les seves forces van avançar significativament al nord i al nord-oest de la ciutat per formar un destacat en els mesos següents. L'èxit a la batalla d'Ocheretyne, al nord-oest d'Avdiivka, va provocar més guanys fins al juliol de 2024.

## L'ofensiva

### Primers avenços (18-31 de juliol)
Els combats van augmentar amb l'avanç rus i la posterior captura de Prohres els dies 18 i 19 de juliol de 2024, un punt d'inflexió per a l'ofensiva russa al nord-oest d'Avdíivka després de la captura d'aquesta el febrer de 2024, i s'ha produït en nombrosos assentaments a l'est de Pokrovsk al raion de Pokrovsk.
Les forces ucraïneses van provar d'allunyar les forces russes de Pokrovsk amb una incursió sorpresa transfronterera a la regió de Kursk, però Rússia va seguir centrant els seus esforços a l'est d'Ucraïna, i Ucraïna va transferir al setembre més tropes al front de Pokrovsk.
El 19 de juliol, Prohres va ser capturat per Rússia en un compromís que suposadament només va durar 48 hores. L'avanç, suposadament causat per atacs aeris pesats que van conduir al col·lapse i posterior retirada de les Brigades Mecanitzades 110 i 47, va permetre avançar ràpidament al llarg d'una línia de front prèviament estable. DeepStateMap.Live va mostrar el mateix dia un avanç rus per ocupar la major part del poble.
El 20 de juliol, les tropes russes van començar a envoltar la zona entre els dos pobles, i segons algunes fonts, van envoltar diverses companyies ucraïneses el 24 de juliol, que segons Forbes era "potencialment centenars de soldats ucraïnesos" de dos batallons de la 31a Brigada Mecanitzada.
El 25 de juliol, Rússia va començar a avançar a l'oest de Prohres al llarg d'un ferrocarril cap a Vesele.
Aquests soldats, segons David Axe, però, van aconseguir escapar del setge al voltant del 26 de juliol amb l'ajuda d'artilleria coordinada i atacs amb drons. Forbes també va informar que la 47a Brigada va perdre dos tancs M1 Abrams durant el combat al voltant de Prohres i que les forces ucraïneses havien patit moltes baixes. Això va ser seguit per la captura de Lozuvatske.
El 29 de juliol les tropes Russes van capturar el poble de Novoselivka Persha, al sud-est de Prohres.

### Avançament cap a Hrodivka i Novohrodivka (1-23 d'agost)
L'1 d'agost, les forces russes van entrar als afores de Zhelanne i Ivanivka, i entre l'1 i el 4 d'agost, van capturar Vesele. Els warblogs russos també van reclamar més avenços dins d'Ivanivka el mateix dia.
Forbes va estimar el 2 d'agost que Rússia estava avançant, on segons es diu estaven a 18 quilòmetres de Pokrovsk, amb "potencialment" 40.000 tropes compostes per 20 regiments i brigades russes, mentre que Ucraïna tenia al voltant de 12.000 soldats de sis brigades.
La lluita va continuar en el sector el 5 i 6 d'agost, i l'augment de la taxa d'avanços russos, segons el comandant en cap ucraïnès Oleksander Sirski, va fer del front el més actiu a la primera línia a principis d'agost com a principal objectiu ofensiu de Rússia.
Rússia va capturar Serhiivka el 7 d'agost, i va començar a avançar cap a la ciutat de Hrodivka, la captura de la qual permetria atacs d'artilleria contra el mateix Pokrovsk.
El 9 d'agost, el Ministeri de Defensa del Regne Unit va informar que Pokrovsk estava a només 16 quilòmetres de la línia de front.
Enmig de l'Ofensiva ucraïnesa de Kursk, els combats prop de Pokrovsk van augmentar al voltant del 13 d'agost, amb un augment de 52 batalles en un dia a la zona, més d'un terç de tots els combats a través de la línia de front; un representant de la 110a Brigada Mecanitzada va declarar que la situació prop de Pokrovsk s'havia deteriorat des de la incursió d'Ucraïna, atribuïda a l'escassetat de municions i als continus esforços ofensius russos. Al mateix dia Rússia va entrar a Hrodivka i va alinear la línia de front amb el riu Kazenni Torets al nord, en el procés de captura d'Ivanivka, Lisitxne i Svirdonivka. Un funcionari ucraïnès va dir a l'Agence France-Presse que la incursió a Kursk tenia poc efecte en la lluita a l'est, però que la "intensitat dels atacs russos" havia disminuït lleugerament durant el cap de setmana. Un lloctinent ucraïnès va corroborar l'informe de la lluita a Hrodivka, i va dir que "tot és molt ombrívol al front de Pokrovsk", mentre que un altre soldat ucraïnès va dir que les forces russes van rebre l'ordre d'apoderar-se de Mirnohrad, una ciutat a l'est de Pokrovsk.
El 14 d'agost, Rússia va continuar avançant, capturant Zhelanne, al sud-est de Hrodivka, i en direcció a Novohrodivka, capturant Orlivka i, segons sembla, entrant a Mikolaivka i Zhuravka.
El 15 d'agost, es va informar que Ucraïna estava estirant forces de reserva per preparar-se per defensar Pokrovsk. També al mateix dia Serhii Dobriak, el cap de l'Administració Militar de la ciutat de Pokrovsk, va informar que les forces russes es trobaven a només 10 quilòmetres de la ciutat, dient que Rússia estava "gairebé a prop de la nostra comunitat", i va instar a tots els ciutadans a evacuar. El mateix dia, un soldat ucraïnès va informar que les forces russes tenien un avantatge de 10-1 sobre Ucraïna a l'est de Pokrovsk en termes d'infanteria i estaven duent a terme implacables assalts sobre les posicions ucraïneses durant tot el dia, mentre que l'Institut per a l'Estudi de la Guerra va declarar que Rússia prioritzava els avenços cap a Pokrovsk.
El 16 d'agost, els oficials nord-americans van informar que Rússia només havia retirat un nombre limitat d'unitats de l'est d'Ucraïna a l'óblast de Kursk, mentre que els soldats ucraïnesos van dir que els atacs russos en direcció a Pokrovsk no havien disminuït després de la incursió, i Rússia va optar per reforçar les seves forces en la direcció de Pokrovsk en lloc de desviar-les. El mateix dia, un oficial ucraïnès va informar que Rússia estava tractant d'assaltar Novohrodivka, mentre que els residents de Selydove, Mirnohrad i Novohrodivka van continuar evacuant.
El 17 d'agost, Rússia va capturar Mikolaivka, va entrar a Novozhelanne, i va avançar en els camps a l'est de Zhelanne. Fonts russes van reclamar a més la captura completa de Novozhelanne i els avenços cap a Novohrodivka i en la direcció de Kruti Iar a través de Zhuravka.
Les forces russes es van traslladar al sud de Zhelanne per capturar Novozhelanne i Zavitne al voltant del 18 d'agost, confirmat per un soldat hissat la bandera russa al sud dels dos assentaments.
El 19 d'agost, els civils van continuar l'evacuació de Pokrovsk i els assentaments circumdants, mentre que el cap de la ciutat Serhii Dobriak va anunciar que les famílies amb nens es veurien obligades a evacuar Pokrovsk a causa dels continus avenços russos a partir del 20 d'agost, i tindrien com a màxim dues setmanes per marxar, mentre que els de Mirnohrad tindrien només uns pocs dies. Dobriak va dir a més que els serveis públics i serveis "seria gradualment apaivagat" en una setmana a Pokrovsk. Rússia va avançar el 18 i 19 d'agost per capturar plenament Zhuravka i controlar tot el territori a l'est del riu Vovtxa a la zona, capturant Mezhove i Soniatxne en el procés. Rússia va continuar atacant Novohrodivka i altres assentaments a l'est de Pokrovsk.
El 21 d'agost, les forces russes van avançar més al sud de Mikolaivka i al sud de Zhelanne, capturant Komishivka. El president Volodímir Zelenski va reconèixer els recents avenços fets per Rússia a l'est de Pokrovsk el mateix dia, i va anunciar que les seves forces eren reforçades a la zona.
Rússia va continuar movent-se cap al sud el 22 d'agost per capturar Ptitxe i avançar en direcció a Kalynove. La ISW va analitzar que els recents avenços del sud eren probablement a causa d'una retirada ucraïnesa de les posicions a la zona per evitar encerclaments per les forces russes. Els serveis i l'administració de Pokrovsk van començar a tancar o sortir de la ciutat, mentre que els civils van continuar evacuant-se el 22 i 23 d'agost.
Fonts russes van afirmar el 23 d'agost que Rússia estava avançant dins del sud i sud-est de Novohrodivka, havia avançat cap a Krasni Iar des del sud-est, i que hi havia informes d'una presa de Kalinove.

### Captura de Novohrodivka i avança cap a Selidove (24 d'agost - 6 de setembre)
Rússia va continuar avançant a través de Novohrodivka el 24 d'agost, capturant la major part de la part oriental de la ciutat, mentre avançava cap al sud cap a Kalinove, i cap a Karlivka des de l'est. Fonts russes van afirmar que l'edifici de l'ajuntament de Novohrodivka havia estat capturat a través dels avenços a la part central de la ciutat, i que Krasni Iar havia estat capturat, al sud-oest de Hrodivka.
La lluita va continuar per Novohrodivka el 25 d'agost, i Rússia va augmentar el seu control a més de la meitat de la ciutat. Les fonts russes van reclamar més avenços al sud de Novohrodivka cap a Marinivka, i cap a Kalinove des del nord.
Rússia va continuar avançant cap al sud, al sud-est de Novohrodivka, els dies 26 i 27 d'agost; les forces russes van entrar a Mikhaïlivka, a l'est de Selidove, i van avançar cap a Memrik al voltant del 26 d'agost. L'endemà, Memrik, a més de Kalinove, va ser capturat.
El 27 d'agost, Rússia havia avançat al llarg de la línia de ferrocarril passant a través de Novohrodivka als afores nord-oest de la ciutat. La ISW va avaluar que el recent avanç rus a través de Novohrodivka, va tenir lloc en pocs dies, en part a causa que Ucraïna no va intentar mantenir posicions defensives dins de la ciutat, on suposadament tenien un desavantatge de 4-1 en la potència de foc, i en lloc d'optar per abandonar l'assentament. El ISW va dir a més que l'avanç a través de Novohrodivka donaria a Rússia un camí per avançar cap a Pokrovsk.
El 28 d'agost, es va informar que Novohrodivka havia estat completament capturada per Rússia, amb el Kyiv Post dient que la ciutat s'havia perdut en 72 hores. Un destacat periodista ucraïnès va expressar la seva desaprovació de la manca de fortificacions promeses a la zona i va qualificar la situació prop de Pokrovsk de "catastròfica". Fonts russes també van afirmar el 28 d'agost que s'havien fet més avenços dins de Hrodivka, amb l'avanç reclamat fins al riu Zhuravka que divideix la ciutat, i que els afores del sud de Mirnohrad s'havien arribat a través d'avanços cap al nord a través de Krasni Iar. El mateix dia, Rússia va avançar a Selidove després d'una retirada ucraïnesa de certes posicions a la ciutat, entrant a la part oriental de la ciutat, probablement a través d'avanços posteriors dins de Mikhaïkivka.

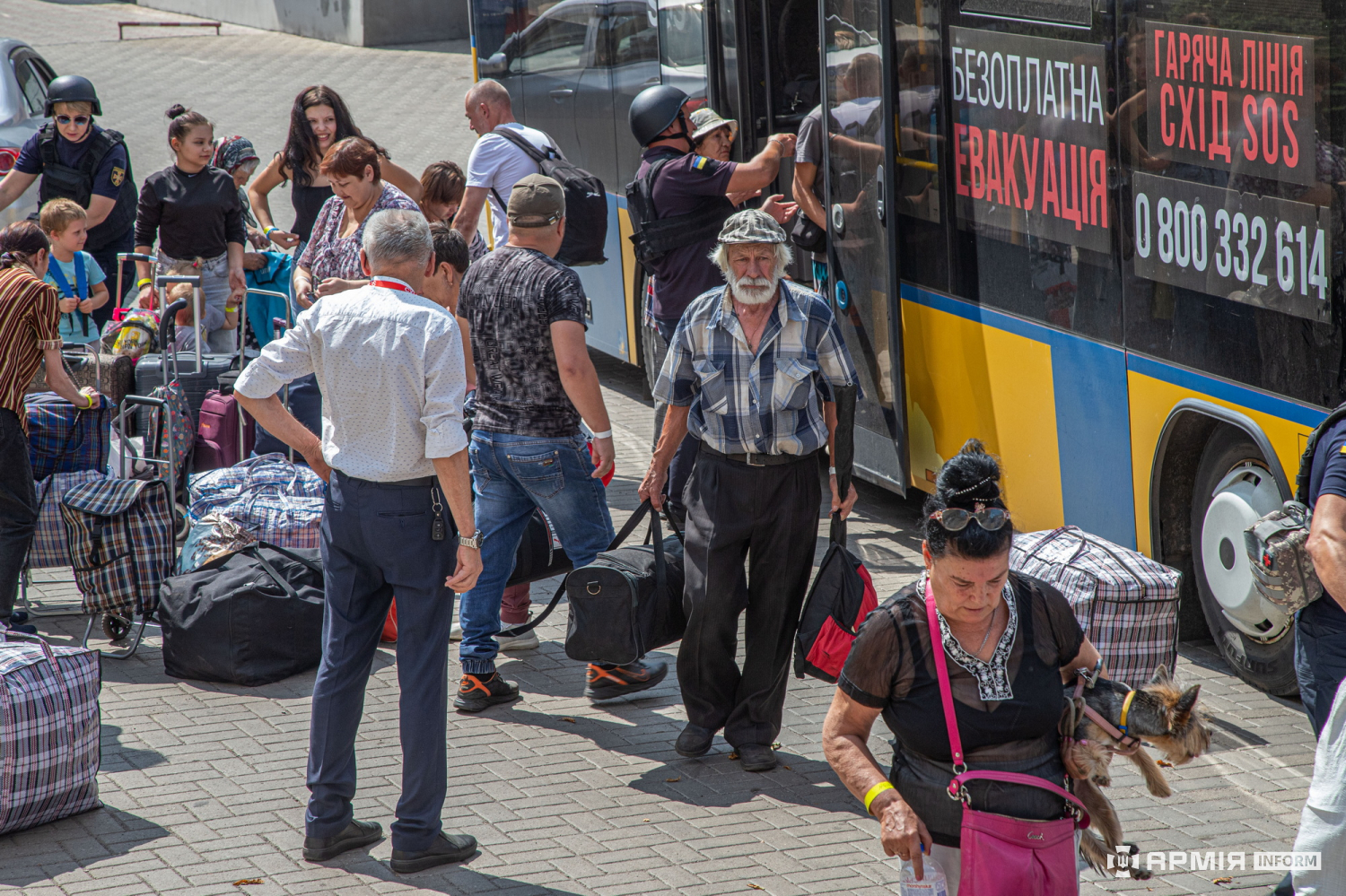
Evacuació de Pokrovsk durant l'avanç de les tropes russes. 29 d'agost del 2024

El 29 d'agost, la ISW va avaluar que Rússia estava perseguint simultàniament dues ofensives prop de Pokrovsk: cap a la mateixa Pokrovsk, on Rússia estava atacant la línia defensiva des de Hrodivka a Novohrodivka, i cap al sud cap a la línia defensiva que anava des d'Ukrainsk-Hirnik-Selidove. Van avaluar que el primer esforç buscava capturar primer Mirnohrad i després avançar als afores de Pokrovsk, mentre que el segon per expandir el sortint a l'est de Pokrovsk i disminuir les oportunitats per a un contraatac ucraïnès a la base del sortint rus de 21 quilòmetres d'ample cap a Avdíivka, i que aquests eren probablement vistos com a objectius necessaris per Rússia per aconseguir abans de llançar un atac contra Pokrovsk. El segon esforç suposadament esperaria eliminar encara més el sortint ucraïnès al nord de Krasnohorivka i capturar els camps al nord d'ell, ajudant en les hostilitats que tenen lloc al sud del sortint ucraïnès.
El 30 d'agost, Rússia va capturar el poble de Karlivka, fent més avenços al sud d'aquest, mentre que les fonts russes van reclamar una captura completa de Hrodivka.
El 31 d'agost, Rússia va avançar cap a Halitsinivka i es va apoderar de la part nord del poble. Warblogs russos van afirmar que el poble havia estat completament.
L'1 de setembre.Les forces russes probablement van capturar Mikhaïlivka i Dolinivka. Els civils van continuar evacuant de Pokrovsk, mentre que la majoria dels negocis i infraestructures de la ciutat van acabar de tancar, com hospitals i supermercats, el seu contingut es transportava lluny de la línia de front.
El 5 de setembre, es va demanar als civils que quedessin a Pokrovsk que canviessin a utilitzar l'estació de tren de Pavlohrad per a l'evacuació, amb autobusos a la ciutat proveïts, ja que l'estació de tren de Pokrovsk es va veure obligada a tancar, pel fet que va experimentar una situació de seguretat cada vegada pitjor. 26.000 persones van romandre a Pokrovsk segons el governador de la província de Donetsk, Vadim Filashkin. Al mateix dia, la ISW va avaluar que la recent expansió del sortint de Pokrovsk cap al sud tenia com a objectiu actuar en conjunt amb la renovada ofensiva cap a Vuhledar a l'oest de l'Oblast de Donetsk, amb el primer esforç de capturar Pokrovsk continuant servint com a prioritat, i el darrer tenia com a objectiu limitar la quantitat de redistribucions d'Ukraininan al sector de Pokrovsk. Els esforços russos van continuar envoltant i envoltant el sortint ucraïnès a l'oest de Donetsk, amb The New York Times dient que havia estat "gairebé envoltat" per les forces russes.

### Lluita per Ukrainsk i canvi de moviment cap al sud (7- 20 de Setembre)
El 7 de setembre, l'èxit rus al nord-oest directament cap a Pokrovsk s'havia estancat en gran manera, mentre que els avenços van continuar en la direcció sud, al sud-est de Pokrovsk. Les brigades ucraïneses recentment desplegades a la zona van fer diversos contraatacs: a Selydove, una ciutat crucial per a l'èxit ofensiu rus, on l'impuls s'havia estancat, a Halytsynivka i a Mikhaïlivka.
Rússia va continuar exercint pressió sobre la direcció sud d'Ukrainsk i Hirnyk, i es va informar que la primera havia entrat. La ISW va analitzar que una captura d'aquestes dues ciutats permetria que els avenços del sud del sortint de Pokrovsk evolucionessin cap a un atac a Kurakhove més al sud, una ciutat clau a la regió, i que aquest eix d'avanç existeix com a requisit previ per assaltar directament Pokrovsk, esforços que es reforcen mútuament. Una font russa va dir que el control de les zones elevades prop d'Ukrainsk i Hirnik s'estava centrant en lloc d'un assalt frontal complet a Ukrainsk. La confirmació visual va ser donada el 7 de setembre per un avanç rus cap al centre de Hrodivka, mentre que els warblogs russos van afirmar que Lisivka, a l'est d'Ucrainsk. Va ser confirmat quatre dies més tard.
El 10 de setembre, l'ISW va avaluar que les imatges que mostraven un avanç rus prop de Marynivka indicaven que havia estat capturat.
A Pokrovsk, la població va continuar disminuint a mesura que els residents fugien, arribant a 18.000 l'11 de setembre. Mentrestant, les forces russes havien tallat els subministraments d'aigua a la ciutat, havien volat diversos ponts a prop i a Pokrovsk, tallant les connexions a les carreteres de la ciutat, i van ser capaços d'atacar soldats ucraïnesos amb drons i artilleria. Segons un comandant de la unitat ucraïnesa, això va obstaculitzar el subministrament logístic a la ciutat i va significar que Pokrovsk "ja es pot dir que s'ha perdut" en termes de la seva habilitat logística. Segons els informes, les forces ucraïneses van fortificar la ciutat en preparació per al combat urbà.
El 16 de setembre, la lluita va continuar a l'est de Selidove, on es va informar que la línia del front estava situada entre els afores orientals de la ciutat i Mikhaïlivka després del contraatac d'Ucraïna a principis de setembre. Tant Rússia com Ucraïna van fer avenços marginals a prop de Selidove, al nord-est de la ciutat i a l'oest de Mikhaïlivka, i un observador militar ucraïnès va confirmar els avenços russos a l'est i al nord-est de Selidove. Les forces russes van canviar les seves tàctiques prop de Selidove lluny dels atacs frontals per emprar petits grups que es movien per àrees cobertes.
El 18 de setembre, les fonts russes van reclamar avenços dins de Selidove, mentre que un oficial ucraïnès va dir que la ciutat estava "completament sota el nostre control".

### Captura de Selidove (21 de setembre- 30 d'octubre)
El 23 de setembre, les forces russes van continuar avançant, arribant a la línia de ferrocarril al nord de l'assentament de Tsukurine i al sud de Selidove, una ciutat vital per a la defensa de Pokrovsk. A finals de setembre es van fer més avenços cap a aquesta línia, coincidint amb un avanç al llarg de la carretera Donetsk-Pokrovsk al nord de Selidove, en el que la ISW va declarar que era un esforç de les forces russes per evitar la ciutat. Fonts russes van dir que aquests moviments eren dirigits a envoltar Selidove, de manera similar als avenços en curs prop de Vuhledar.
Les imatges del 30 de setembre van mostrar que Tsukurine havia entrat al sud-est, mentre que un oficial ucraïnès va declarar que l'assentament havia canviat per convertir-se en un objectiu prioritari per a les forces russes a la zona.
El cap de l'administració de Pokrovsk va declarar el 4 d'octubre que quatre cinquenes parts de la infraestructura crítica de la ciutat havien estat destruïdes pels atacs russos, i que els seus habitants restants havien quedat sense aigua, energia i gas.
Es va informar que el dia 6 d'octubre, les tropes russes havia capturat el poble de Tsukurine.
El 10 d'octubre, va capturar Krasni Iar i es va apoderar de Mikolaivka, l'últim assentament abans de la ciutat. Al mateix dia es va informar que les forces russes van fer continus avenços a l'est de Selidove. Una font russa va dir que dues de les cinc carreteres que van a Selidove havien estat tallades, i que una tercera, que anava de Selidove a Novodmitrivka, s'estava acostant.
Un soldat ucraïnès va dir el 16 d'octubre que s'estaven fent esforços tant per entrar als afores de Selidove com per evitar la ciutat.
El 18 d'octubre, la carretera es va tallar a través de nous avenços al sud de la ciutat al llarg de la línia de ferrocarril. L'enfocament de Rússia en la captura de Selidove va inhibir més avenços en altres parts del sector, específicament a Pokrovsk directament.
Un expert militar ucraïnès el 19 d'octubre va dir que les forces russes tenien com a objectiu evitar els munts d'escòria locals a Selidove i forçar una retirada ucraïnesa continuant els seus esforços de setge, i que la captura d'aquests permetria el control del foc sobre els voltants de Pokrovsk.
El 20 d'octubre, warblogs russos van dir que s'estaven produint intensos combats carrer a carrer entre les forces russes i ucraïneses als afores de la ciutat.
Un observador militar ucraïnès va confirmar que Hrodivka havia estat capturat el 21.
El 22 d'octubre, el comandant de la 24a Brigada d'Assalts Separats d'Aidar, Stanislav Buniatov, va declarar que la meitat de la ciutat va ser capturada per les forces russes, citant la manca de mà d'obra com un problema. L'endemà, això va ser confirmat per DeepStateMap. Les forces russes van poder hissar la seva bandera a la part central de Selidove, amb la ISW afirmant que Rússia havia fet "avanços tàctics significatius" tant a la ciutat com al voltant. L'exèrcit ucraïnès va dir que la ciutat estava "a punt de ser presa".
El 27 d'octubre, les forces russes també van avançar als afores del poble de Vishneve, deteriorant encara més el control ucraïnès sobre les línies de subministrament a la ciutat. Rússia va ser capaç de gairebé envoltar Selidove, amb la majoria de les carreteres tallades o sota control d'incendis. Al mateix dia, DeepStateMap va demostrar que les forces russes havien avançat i ocupat la major part de la ciutat, amb els afores nord-oest que quedaven en territori disputat. Fonts russes van afirmar el mateix dia que tota la ciutat havia estat capturada.
El 29 d'octubre un warblog rus va reclamant la captura de la ciutat. Selidove va ser confirmat el 30 d'octubre per DeepStateMap.

### Ofensiva des del sud cap a Pokrovsk (1 de novembre del 2024 - 9 de febrer del 2025)
El 7 de novembre, les forces russes van avançar recentment al sud de Pokrovsk. Les imatges geolocalitzades publicades el 7 de novembre indiquen les forces russes es van apoderar de Novooleksiivka. Els warblogs russos van afirmar que les forces russes van avançar al sud-est de Lisivk i a l'oest de Hrihorivka.
El 12 de novembre, els warblogs russos van afirmar que les forces russes van avançar al sud de Petrivka, al nord-est de Iurivka i tres quilòmetres al sud de Novooleksiivka. Al mateix dia un portaveu d'una brigada ucraïnesa que operava en direcció a Pokrovsk va informar que el dia anterior, els atacs d'artilleria i drons ucraïnesos estan fent que les forces russes utilitzin menys equipament durant els assalts i que la infanteria russa es mou principalment a peu en petits grups.
Les imatges geolocalitzades publicades el 16 de novembre mostren una bandera russa onejant a l'oest de Hrihorivka, que indica que recentment les forces russes s'han apoderat de l'assentament. El Ministeri de Defensa rus va afirmar que les forces russes es van apoderar de Hroihorivka, i fonts russes van afirmar que elements del destacament "Hússars negres" de la 15a Brigada de Fusell Motoritzats de Rússia es van apoderar de l'assentament. Els warblogs russos van afirmar que les forces russes també van avançar prop de Novooleksiivka, Pustinka i Iurivka, però ISW no ha observat la confirmació d'aquestes afirmacions.
Entre els dies 25 i 26 de novembre, les imatges geolocalitzades indiquen que les forces russes van avançar recentment al sud-oest de Iurivka i al nord-est de Petrivka. Imatges addicionals geolocalitzades publicades el 25 de novembre mostren les forces russes operant al nord de Lisitxne, cosa que indica que probablement les forces russes es van apoderar de l'assentament. Un warblog rus va afirmar que les forces russes van avançar cap als afores de Zhovte i prop de Datxenske, però ISW no ha observat la confirmació d'aquestes afirmacions. Un warblog rus va afirmar que les forces russes es troben a uns dos quilòmetres de Mirnohrad. El portaveu d'una brigada ucraïnesa que operava en direcció a Pokrovsk va informar el 26 de novembre que les forces russes estan duent a terme atacs amb drons FPV seguits d'assalts consistents en 10 a 20 persones de cinc a sis vegades cada dia.
Entre els dies 28 i 29 de novembre, les imatges geolocalitzades publicades el 28 de novembre mostren que les forces russes van avançar cap al centre de Zhovte i les imatges geolocalitzades publicades el 29 de novembre en mostren més. Avenços russos en una zona boscosa al nord-est de Zhovte. Els avenços russos al centre de Zhovte també indiquen que les forces russes probablement s'han apoderat recentment de Pustinka, ja que les forces russes haurien hagut d'avançar per Pustinka per arribar a Zhovte. Imatges geolocalitzades addicionals publicades el 28 de novembre indiquen que les forces russes van avançar al sud de Lisivka. El cap de la ciutat de Pokrovsk, Serhii Dobriak, va assenyalar que les forces russes es troben a uns sis quilòmetres de distància dels afores de Pokrovsk a la zona de Zhovte al sud de Pokrovsk.
El 5 de desembre, fonts russes van afirmar que les forces russes es van apoderar de Novopustinka, van avançar cap a Novotroitske i Xevtxenko i van avançar al sud de Pushkine.
Les imatges geolocalitzades publicades el 9 de desembre indiquen que les forces russes van avançar cap a l'oest fins a un complex agrícola al sud de Novotroitske. Fonts russes van afirmar que les forces russes van avançar cap a la meitat oriental de Dachenske i al sud de l'assentament; al sud de Zelene i fins al límit sud de l'assentament; al llarg de la línia del ferrocarril de Donetska a l'est de Xevtxenko i als camps a l'oest de l'assentament; al sud-oest de Pushkine; i al sud de Novotroitske. Un warblog rus va afirmar que les forces russes ocupaven un terç de Novotroitske. Fonts russes van afirmar que els atacs ucraïnesos van destruir un pont sobre el riu Solona prop de Novotroitske.
El 12 de desembre, les forces russes havien avançat en un rang de 3 quilòmetres fins als límits de la ciutat sud de Pokrovsk, després d'avanços ràpids a Xevtxenko. Com a resultat d'aquests avenços, el productor d'acer més gran d'Ucraïna, Metinvest, va començar a suspendre les operacions en un edifici administratiu i un dels seus tres llocs miners a la mina de carbó de Pokrovsk. L'empresa va justificar aquesta acció amb la línia de front més propera i va intensificar el bombardeig.
El 15 de desembre, fonts pro-ucraïneses van confirmar que Xevtxenko havia estat completament capturada per les forces russes.
El 16 de desembre, el poble de Xevtxenko al sud-oest de Pokrovsk va ser sotmès a una alta pressió per les forces russes, ja que van tractar d'avançar en el flanc occidental de Pokrovsk per apoderar-se de la ciutat amb una maniobra giratòria des del sud.
El 18 de desembre, les forces russes van avançar recentment prop de Pokrovsk enmig de les operacions ofensives contínues a la zona. Les imatges geolocalitzades publicades el 18 de desembre indiquen que les forces russes van avançar recentment prop de la línia del ferrocarril al nord de Novi Trud. Els warblogs russos van afirmar que les forces russes es van apoderar de la meitat de Datxenske i van avançar prop de Novoolenivka.
El 23 de desembre, les imatges geolocalitzades publicades  indiquen que les forces russes van avançar recentment al sud i dins de l'est de Novovasilivka, també van avançar al nord de Novovasilivka cap a Solone i Vovkove i estan atacant cap a Kotlyne. Un warblog rus va afirmar que les forces russes estan centrant els seus atacs a Novotroitske i Dachenske i va obligar les forces ucraïneses a retirar-se a la línia Lisivka-Pishtxane Un altre warblog va afirmar que les forces russes també estan avançant des de Pustinka i Pushkine.
El 28 de desembre, Rússia també va llançar atacs al flanc esquerre a Vozdvijenka.
El 3 de gener de 2025, les imatges geolocalitzades publicades indiquen que les forces russes van avançar recentment al nord de Novohrodivka i al llarg de la carretera T-05-15 Pokrovsk-Novotroitske. Els warblogs russos van afirmar que les forces russes van avançar cap a Zvirove, al nord-oest de Vozdvizhenka, un quilòmetre al nord de Vovkove i cap a Nadezhdinka.
El 8 de gener, les imatges geolocalitzades publicades indiquen que les forces russes van avançar recentment a l'est de Iasenove. Els warblogs russos van afirmar que les forces russes van avançar al sud-est de Kotline, fins a Yasenove, prop de Vovkove, als afores de Zvirove, amb dos quilòmetres d'ample i 500 metres de profunditat al sud de Baranivka, dins de Baranivka, a 700 metres a l'est de Pozbovka de 500 metres i prop de metres dins de Novoielizavetivka.
El 13 de gener de 2025, Reuters va informar, citant fonts de la indústria sense nom, que la mina de carbó Pokrovs'ke havia aturat la producció a causa de l'aproximació de la línia de front. La mina era l'única instal·lació de producció de carbó de coc controlat d'Ucraïna, de la qual es van produir 3,5 milions de tones de coc el 2023. El mateix dia, imatges geolocalitzades van mostrar que les forces russes havien capturat el poble de Pishchane, al sud de Pokrovsk, i van tallar dues carreteres que conduïen a l'est de la H-32 a Kostianinivka i a l'oest a Mezhova.
El 4 de febrer, les tropes russes es trobaven a menys de 2 km de Pokrovsk. La seva ocupació d'alçades dominants prop de la ciutat va posar les rutes de subministrament ucraïneses dins del seu abast. Les operacions de drons ucraïnesos es van veure obstaculitzades per la forta boira, i la inexperiència dels nous reclutes va posar una forta pressió sobre els seus camarades, les zones de responsabilitat dels quals es van ampliar efectivament.

### Contraatacs ucraïnesos (9 de febrer - present)
El 9 de febrer, els warblogs russos van afirmar que les forces ucraïneses van contraatacar prop de Kotline i Zvirove i cap a Nadiivka, Sribne i Pishtxane. Un altre warblog rus va afirmar que els primers grups de sabotatge i reconeixement russos van entrar als afores de Pokrovsk.
El 10 de febrer, les imatges geolocalitzades publicades els dies 5 i 10 de febrer indiquen que les forces ucraïneses van avançar recentment cap al sud-oest de Pishtxane i probablement es van apoderar de la major part de l'assentament. També i va haver-hi avenços reclamats pels russos: els warblogs russos van afirmar el 10 de febrer que les forces russes van avançar 1,5 quilòmetres cap a Novopavlivka, dos quilòmetres al sud-oest de Nadiivka.
El 18 de febrer, el portaveu del Grup de Forces Khortitsia d'Ucraïna, el major Viktor Trehubov, va declarar que les forces russes en direcció a Pokrovsk estan perdent "impuls" i s'esgoten. Trehubov va declarar que les forces russes estan perdent un nombre "rècord" no especificat de vehicles blindats i que han patit entre 14.000 i 15.000 víctimes durant el mes passat a la zona, amb 7.000 morts en acció.
El 20 de febrer, el portaveu del Grup de Forces Khortitsia d'Ucraïna, el major Viktor Trehubov, va declarar que les forces ucraïneses van llançar recentment contraatacs amb èxit que van empènyer les forces russes fora de Pishtxane i que la intensitat dels atacs russos en direcció a Pokrovsk disminueix periòdicament.
El 26 de febrer, una brigada ucraïnesa que operava en direcció Pokrovsk va declarar que les forces ucraïneses es van apoderar de Kotline. Els warblogs russos van continuar afirmant que les forces ucraïneses van avançar al centre d'Uspenivka, però no van empènyer les forces russes completament fora de l'assentament. Un blogger rus va afirmar que les forces russes pateixen una "aguda" escassetat de personal a les direccions de Pokrovsk i Kurakhove.
El 6 d'abril, els bloggers russos van afirmar que les forces russes van avançar al nord de Lisivka i que les forces russes i ucraïneses ocupen cadascuna un terç de l'assentament. ISW ha observat proves geolocalitzades per avaluar que les forces russes ocupen aproximadament el 22 % de Lisivka.
El 9 d'abril, les imatges geolocalitzades publicades el 9 d'abril indiquen que les forces ucraïneses van avançar recentment al nord-est de Kotline. També van avançar les tropes russes al sud de Tarasivka i al sud de Bohdanivka.